# Angola (Indiana)
Angola is een plaats (city) in de Amerikaanse staat Indiana, en valt bestuurlijk gezien onder Steuben County.

## Demografie
Bij de volkstelling in 2000 werd het aantal inwoners vastgesteld op 7344.
In 2006 is het aantal inwoners door het United States Census Bureau geschat op 7922, een stijging van 578 (7,9%).

## Geografie
Volgens het United States Census Bureau beslaat de plaats een oppervlakte van
11,0 km², geheel bestaande uit land.

## Plaatsen in de nabije omgeving
De onderstaande figuur toont nabijgelegen plaatsen in een straal van 20 km rond Angola.